# Hospital de Sant Antoni Abat (l'Arboç)
L'Hospital de Sant Antoni Abat és un edifici de l'Arboç protegit com a bé cultural d'interès local.

## Descripció
L'edifici ocupa la cantonada del carrer de l'Hospital i del carrer Pare Francesc Palau. Tot l'edifici és rodejat per una tanca de ferro. La façana del carrer Pare Francesc Palau presenta dues torres que limiten un cos central. Pel que fa al carrer de l'Hospital, el cos central és limitat per una torre i l'església. Les torres són de tres plantes, cadascuna de les quals té diferents obertures decorades amb maó. Els cossos centrals són de dues plantes, les seves obertures són també finestres emmarcades amb maó, i són rematats per una cornisa sobresortida decorada també amb un caire modernista. L'església presenta un pòrtic amb quatre columnes de grans capitells de decoració vegetal que sostenen arcs de mig punt. A sobre hi ha una gran finestra ogival, un ull de bou i una espadanya amb una campana.

## Història
L'hospital de Sant Antoni és documentat per primera vegada en el segle xiv i en el mateix lloc, el camí cap a Llorenç del Penedès. Servia com hospital per a malalts i per acollir peregrins durant l'Edat Mitjana. Tenia tres arcs gòtics a la façana de l'església. El conjunt fou enderrocat el 1905 per tal d'edificar l'actual edifici. Aquest es feu d'estil modernista, encara que la façana de l'església vulgui recordar l'antiga façana gòtica de l'anterior església. La construcció del nou edifici fou sufragada pels fills del sr. Josep Gener, en memòria del seu pare. En l'actualitat és ocupat per una comunitat de germanes carmelites i utilitzats com a residència per a persones de la tercera edat i com a parvulari.